# Roberto Contreras Galaz
Roberto Contreras Galaz (Nueva Imperial, 3 de octubre de 1912-Temuco, 20 de marzo de 1981) fue un abogado y político chileno, miembro del Partido Radical (PR). Se desempeñó como diputado de la República, así como también ministro de Tierras y Colonización de su país, durante la vicepresidencia de Juan Antonio Iribarren entre septiembre y noviembre de 1946.

## Familia y estudios
Nació en la comuna chilena de Nueva Imperial el 3 de octubre de 1912, hijo de Roberto Contreras y Lucrecia Galaz. Realizó sus estudios primarios en la Escuela de Nueva Imperial y los secundarios en Colegio Bautista de Temuco, para luego trasladarse a Concepción y finalizarlos en el Liceo de Hombres de Concepción. Continuó los superiores en la Facultad de Derecho de la Universidad de Concepción, titulándose como abogado en 1940, con la tesis Situación económica de los araucanos.
Se casó el 21 de febrero de 1951 con Rebeca Eddinger Hege, con quien tuvo cuatro hijos.

## Carrera profesional
Desde 1942, ejerció su profesión como secretario abogado de la Prefectura de Carabineros de Cautín. Por otra parte, actuó como profesor de educación cívica del Liceo de Niñas y de la Escuela Industrial de Temuco. Asimismo, fue docente de derecho en la Escuela de Servicio Social, y secretario general del Consejo Directivo de la Universidad Popular "Víctor Hernández Concha".
Participó activamente de distintas organizaciones sociales. Fue miembro del directorio provincial de los Boy Scouts; del Rotary Club; del Club Social; y del Deportivo del Liceo. También, sirvió como presidente del Ateneo de Temuco, del Club de Niños y el Centro de Exalumnos del Colegio Bautista. En el aspecto gremial, fue consejero del Colegio de Abogados.

## Carrera política
En el ámbito político, militó en el Partido Radical (PR), siendo presidente de la Asamblea y del Club Radical de Temuco. El 9 de septiembre de 1946, fue nombrado por el vicepresidente Juan Antonio Iribarren como titular del Ministerio de Tierras y Colonización, cargo que ocupó hasta el 3 de noviembre de ese año.
De manera posterior, en las elecciones parlamentarias de 1949, postuló como candidato a diputado por la Vigesimoprimera Agrupación Departamental (correspondiente a Temuco, Lautaro, Imperial, Pitrufquén y Villarrica), resultando electo por el periodo 1949-1953. En su gestión fue diputado reemplazante en la Comisión Permanente de Vías y Obras Públicas y en la de Agricultura y Colonización e integró la Comisión Permanente de Economía y Comercio. Durante su período en la cámara baja, se destacó por sus intentos de que la educación religiosa plural fuera parte de los programas pedagógicos en las escuelas públicas del país, esto debido a su fe protestante.
Falleció en Temuco el 20 de marzo de 1981, a los 68 años.